# Argiolaus littoralis
Argiolaus littoralis är en fjärilsart som beskrevs av Henry Stempffer och Bennett 1958. Argiolaus littoralis ingår i släktet Argiolaus och familjen juvelvingar. Inga underarter finns listade i Catalogue of Life.